# Bataille de Domaniç
 (juillet 2020).
Si vous disposez d'ouvrages ou d'articles de référence ou si vous connaissez des sites web de qualité traitant du thème abordé ici, merci de compléter l'article en donnant les références utiles à sa vérifiabilité et en les liant à la section « Notes et références ».
Guerre entre les Ottomans et l'empire byzantin
Batailles
- Bapheus
- Campagne catalane
- Bursa
- Pélékanon
- Nicée
- Nicomédie
- 1re Gallipoli
- 2e Gallipoli
- Philadelphie
- 1re Constantinople
- 2e Constantinople
- 3e Constantinople
- 4e Constantinople
- Thessalonique
- Bosphore
- 5e Constantinople

La bataille de Domaniç, ou bataille des jumeaux, s'est déroulée en mai 1287 entre l'armée ottomane dirigée par Osman Ier et l'armée byzantine dirigée par Aya Nikola et Kalanoz.
Cette bataille est considérée par les historiens turcs comme la première bataille de l'histoire de l'Empire ottoman.

## Contexte
Lorsque les Ottomans ont conquis la forteresse de Kulacahisar en 1285, les Takfurs (Takfur, le titre des dirigeants locaux de l’État byzantin) se sont réunis le matin entre eux et ont dit au château de Karahisar) : « Pourquoi ne faites-vous rien ? Ils vont nous enlever nos terres, ils vont les prendre ! Ce n’est pas le Turc lui-même qui s’est installé dans cet endroit, mais nous y sommes aussi installés. Maintenant, si nous ne les sortons pas de cette province, on va le regretter à la fin ».

### Alliance byzantine contre les Turcs
Aya Nikola a continué à prendre le contrôle de la province d’İnegöl, qui n’aimait pas les Turcs, la principauté Kayı qui se développe, surtout après que les Turcs ont conquis Kulacahisar à İnegöl en 1285.
Ce signe a conduit à l’alliance de la province d’İnegöl et celle de Karahisar contre les Turcs.

### Bataille
Après un certain temps, les forces d’Aya Nikola fusionnent avec les forces de Karahisar et Aya Nikola réunit un grand nombre de soldats sous cette alliance et nomma Kalanoz/Keloz, le frère de Takfur de Karahisar, assiégé par un commandant militaire.
En mai 1287, les forces de l’Armée byzantine interarmées ont défilé pour rencontrer les forces turques dans la région de Domaniç. Là, la bataille contre les Turcs a eu lieu et les forces byzantines ont finalement été vaincues, ceux qui ont survécu ont fui.
Le frère d'Osman, Saru Batu Savcı Bey est martyrisé dans cette bataille.
Kalanoz a été tué alors qu’il fuyait et un grand nombre de soldats byzantins ont été tués, les soldats restants ont fui le champ de bataille après la défaite.
Osman a ordonné d'exécuter Kalanoz en représailles à son frère décédé.